# 深瀬亀治郎
深瀬 亀治郎（ふかせ かめじろう、生没年不詳）とは明治時代の東京の地本問屋。

## 来歴
丸亀、丸屋と号す。深瀬亀次郎とも。明治期に深川富吉町、後に日本橋区通2丁目、明治28年（1895年）には同区田所町12番地、神田区蝋燭町10番地において地本問屋を営業している。3代目歌川広重、芦原国直、歌川国保、歌川国利らの錦絵を出版している。

## 作品
- 3代目歌川広重 「東京名所第一之風景永代橋」 大判3枚続 錦絵 明治8年
- 芦原国直 「皇国高官鑑」 大判3枚続 錦絵 明治20年
- 歌川国保 「皇国高官鑑」 大判3枚続 錦絵 明治20年
- 歌川国利 「東京府下糀町区内幸町国会議事堂之光景」 大判3枚続 錦絵 明治23年
- 歌川国利 「東京名所之内 海運橋第一国立銀行」 大判3枚続
- 無款 「祝捷会幷ニ海陸軍演習」 大判 錦絵 明治38年